# Ajamu Baraka
Ajamu Baraka, né le 25 octobre 1953 à Chicago, est un homme politique américain, membre du Parti vert des États-Unis et colistier de Jill Stein à l'élection présidentielle américaine de 2016. Il est également connu pour son engagement en faveur des droits de l'homme.